# كاوشكر (عائلة صواريخ)
عائلة صواريخ كاوشكر الفضائية: هي عبارة عن سلسلة من الصواريخ الفضائية الإيرانية التي تم تصميمها وإنتاجها من قِبَل جمهورية إيران. ومهمتها الرئيسية تتمثل في استكشاف الفضاء كصاروخ كاوشكر-1، الذي تم إطلاقه بنجاح في الرابع من فبراير/ شباط سنة 2008م، ووصل إلى إرتفاع 200 كيلومتر. أو حمل وإرسال الكبسولات الفضائية إلى الفضاء الخارجي كما في صاروخ كاوشكر-3 الذي حمل على متنه بعد إطلاقه كبسولة أُرسِلَت إلى الفضاء وهي تضم العديد من الكائنات الحية منها فأر وسلاحف وديدان، كما ويمكن إستخدامه لحمل رؤوس نووية. اما صاروخ كاوشكر-4 القادر على نقل كائنات حية إلى الفضاء، فقد حَمَل على متنه (كبسولة الحياة) سنة 2011م إلى مدار يبعد عن الأرض 120 كيلومتر. ويأتي صاروخ كاوشكر-5 الفضائي الإيراني في نهاية تلك العائلة الصاروخية، والذي أُستُخدِمَ لإرسال (كبسولة بيشكام) إيرانية الصنع والتصميم، بهدف حمل وإرسال كائن حي إلى الفضاء الخارجي على إرتفاع 120 كيلومتر من قِبَل علماء منظمة الفضاء الإيرانية وبواسطة منظمة الصناعات الجو-فضائية التابعة لوزارة الدفاع الإيرانية. وقد تم تنفيذ إرسال كائن حي إلى الفضاء عن طريق الكبسولة بيشكام في 29 يناير/ 2013م، ومن ثم عودتها إلى الأرض بنجاح وذلك بعد إجتياز المراحل المخطط لها والوصول إلى السرعة والتعجيل والإرتفاع المطلوب.

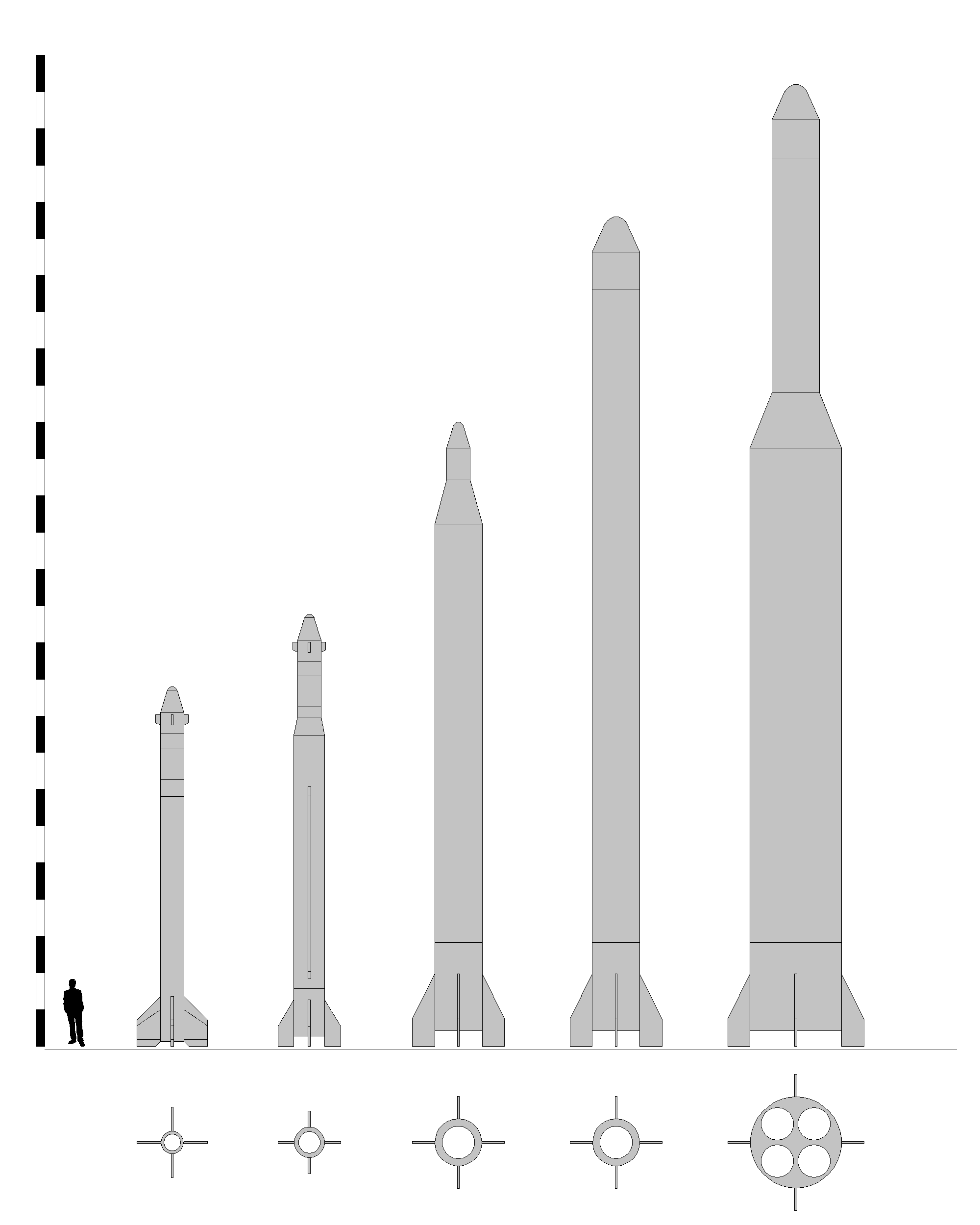
بعض الصواريخ الفضائية الإيرانية من اليسار إلى اليمين وهي كاوشكر C وكاوشكر D وكاوشكر 1 وحامل الأقمار الصناعية سفير وسيمرغ ومقارنتها بحجم الإنسان الطبيعي

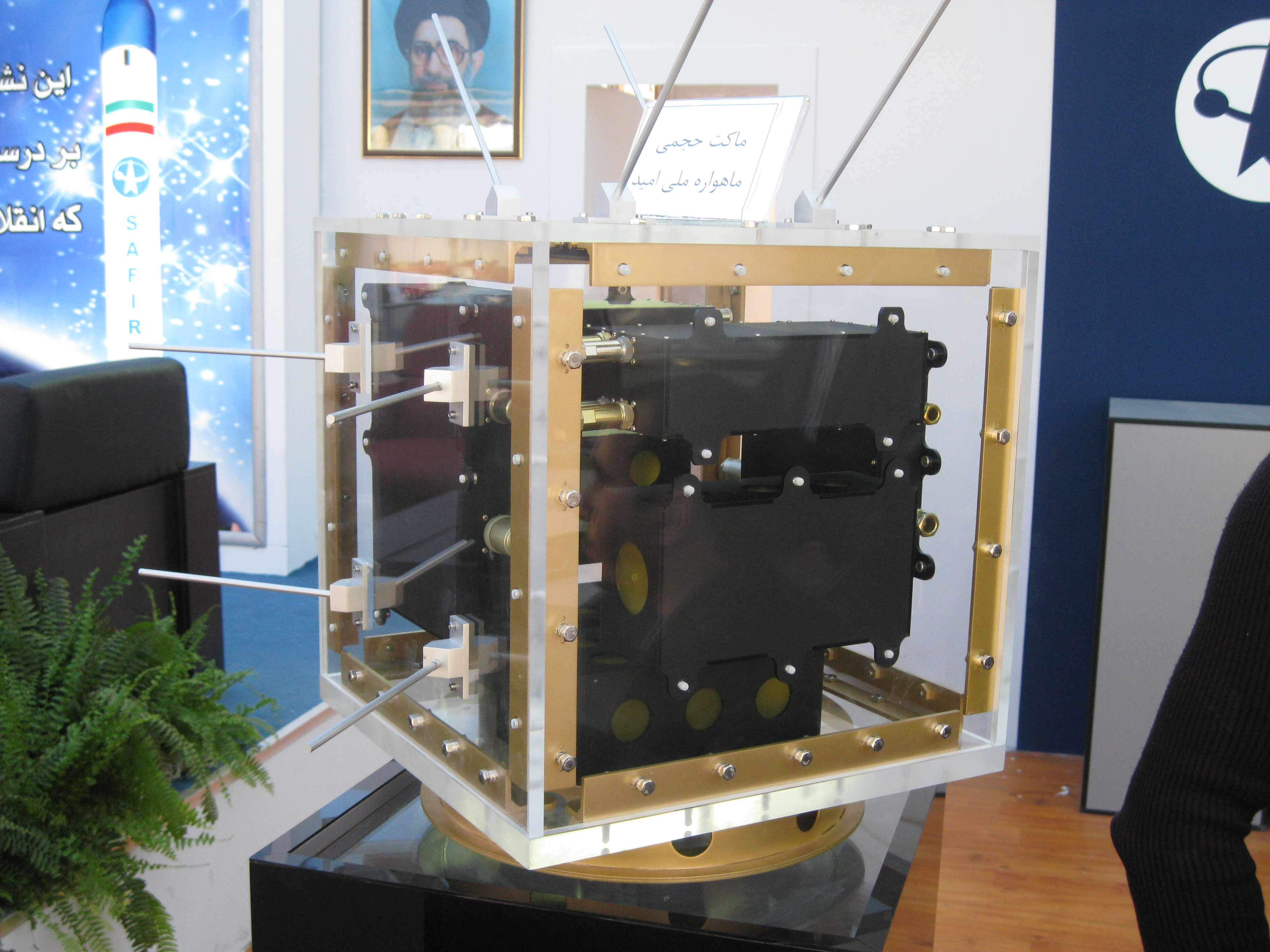
القمر الصناعي أميد والذي أُرسِلَ على متن الصاروخ الفضائي الإيراني سفير 2

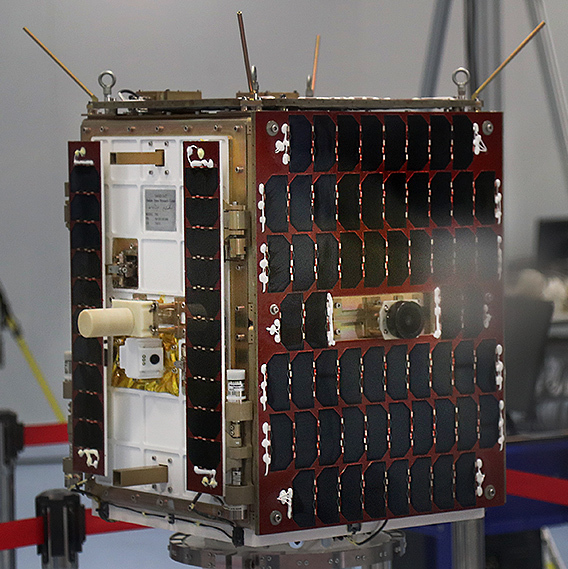
القمر الصناعي الوطني الإيراني ناهيد-1 المخصص للإتصالات

## صواريخ كاوشكر الفضائية
كاوشكر 1: هو أول صاروخ فضائي إيراني مخصص لأبحاث الفضاء يتم إطلاقه إلى الفضاء من قِبَل جمهورية إيران. وقد تم إطلاقه بنجاح في الرابع من فبراير/ شباط سنة 2008م، ووصل إلى إرتفاع 200 كيلومتر. وذلك في إطار تدشين أول مركز فضائي في جمهورية إيران، تمهيداً لإطلاق أول قمر صناعي في مارس 2009م. وقد تم إفتتاح هذا المركز الفضائي لأول مرة في إيران، ليكون مركزاً لإطلاق الصواريخ الفضائية في البلاد، حيث تم تدشينه بإطلاق صاروخ الأبحاث الفضائي (كاوشكر 1). وقد جرى بناء وإعداد هذا المركز ليتسنى إطلاق الأقمار الصناعية الإيرانية من داخل الأراضي الإيرانية. وبث التلفزيون الإيراني صوراً لموقع في قلب الصحراء وضِعَ فيه صاروخ يشبه الصاروخ «شهاب 3» أفقياً على شاحنة نقل استعداداً لإطلاقه. وذكرت وكالة مهر للأنباء الإيرانية شبه الرسمية، «أن إيران كشفت عن أول منظومة فضائية محلية الصنع للأغراض البحثية والعلمية». وقالت إن «المنظومة تتكون من قمر صناعي أُطلِقَ عليه اسم «أميد» أي «الأمل» ومحطات تحت الأرض بالإضافة إلى محطات إطلاق فضائية». وأكدت أن «مهمة الصاروخ الذي يُطلَق قبل إطلاق الأقمار الصناعية تتمثل في استكشاف المنطقة الفضائية التي ستستقر فيها تلك الأقمار». وأشارت إلى أن إيران بهذا الإعلان باتت الدولة الحادية عشرة في العالم التي تمتلك مثل هذا النوع من التقنية. ودعى الرئيس الإيراني السابق محمود أحمدي نجاد خلال مراسم التدشين جميع الإيرانيين العاملين في هذا الميدان إلى «بذل المزيد من الجهد والإستفادة من جميع الإمكانات لتطوير العلوم الفضائية في البلاد». وقال إن «بلاده قطعت شوطاً كبيراً في مجال الفضاء وإن شوطها الأول في هذا المجال كان كبيراً وواعداً». وأضاف أن «الخطوة الأولى التي قامت بها إيران في هذا المجال كانت دقيقة وواعدة وحازمة جداً». في وقت طالب وزير الخارجية الإيراني منوشهر متكي الغرب بدعم بلاده لتطوير برنامج نووي مدني لأنها دولة «مسؤولة».
كاوشكر 2: هو صاروخ فضائي إيراني ينتمي لعائلة صواريخ كاوشكر الفضائية. أُطلِقَ بهدف بث معلومات عن البيئة بشكل صحيح، وإرسال أوامر فصل المحرك بشكل دقيق، وتحقيق آلية عودة (المسبار) بشكل صحيح. أن صاروخ «كاوشكر-2» يتألف من ثلاثة أجزاء هي، صاروخ إطلاق ومختبر فضائي وجزء مصمم للعودة إلى الأرض. حيث ان المختبر الفضائي يهدف إلى اختبار المناخ الفضائي وإجراء تجارب. وقد أعلنت جمهورية إيران في نوفمبر/ تشرين الثاني/ سنة 2008م أنها أطلقت بنجاح ثاني صاروخ إلى الفضاء يحمل اسم (كاوشكر 2). واستعادت مسباراً كان ينقله. وبعدما أنجز بنجاح مهامه عاد الصاروخ كاوشكر-2 إلى الأرض بمظلة خاصة بعد 40 دقيقة. وعرض التلفزيون الإيراني صورة للصاروخ مثبتاً على منصة إطلاق متنقلة وبدا شبيها بصاروخ شهاب 3 البالستي الإيراني. ثم عرض مشاهد لإطلاقه الذي إستغرق عشر ثوان. ونوه التلفزيون الإيراني بأن «هذا النجاح يعزز الثقة والعزة الوطنية» ولا سيما مع عودة القسم (المصمم لذلك) إلى الأرض وهبوطه سليماً، ما يشكل سابقة في إيران. وكانت إيران قد أعلنت أنها أطلقت بنجاح في الرابع من فبراير/ شباط من سنة 2008م أول صاروخ إلى الفضاء «كاوشكر-1» مؤكدة أنه وصل إلى إرتفاع 200 كيلومتر.
كاوشكر 3: هو صاروخ فضائي إيراني محلي الصنع. ينتمي إلى تكنولوجيا الصواريخ البالستية البعيدة المدى، ويمكن ان يُستَخدَم أيضاً لحمل رؤوس نووية. وهو مزود بنظام لإرسال المعلومات إلى الأرض. ويُعَد من الصواريخ التي لا تخرج عن المدار ويصل إلى أعلى نقطة في المدار المخصص له ثم يعود إلى الأرض. وقد حمل على متنه بعد إطلاقه كبسولة أُرسِلَت إلى الفضاء وهي تضم العديد من الكائنات الحية منها فأر وسلاحف وديدان. وصرح وزير الدفاع الإيراني العميد أحمد وحيدي للصحافيين بأن الكبسولة التي تحمل الكائنات الحية مجهزة بمحفظة للتغذية ووسائل تصوير مهمتها إلتقاط الصور عن الكائنات الحية في الفضاء وإرسالها إلى الأرض وجهاز حاسوب للتحليق وتقييم الوضع البيئي هناك. وقال «ان العلماء الإيرانيين يتطلعون إلى إرسال أقمار صناعية أضخم إلى الفضاء»،  وقال أيضاً «ان القمرين الصناعيين» طلوع «و» مصباح 2 «قادران على القيام بمهمة التصوير الأرضي وعمليات الاتصالات والبث الفضائي الأمر الذي يعزز الإكتفاء الذاتي». وقد أطلقت جمهورية إيران في سنة 2010م، وعلى هامش الإحتفالات بالذكرى الحادية والثلاثين لانتصار الثورة الإسلامية صاروخها الثالث «كاوشكر-3» إلى الفضاء الخارجي وعلى متنه (كبسولة اختبارية). وجرى إطلاق هذا الصاروخ الفضائي بحضور الرئيس الإيراني السابق محمود أحمدي ووزير الدفاع العميد أحمد وحيدي وعدد من كبار المسؤولين الإيرانيين. وتقوم وزارة الدفاع الإيرانية حسب وسائل الإعلام الإيرانية بالتعاون مع وزارة العلوم والبحوث الفضائية بدراسة الكائنات الحية في الفضاء. وأكد الرئيس الإيراني في كلمة له بعد إطلاق الصاروخ «كاوشكر 3» بأن العلماء الإيرانيين يتطلعون لاقتحام الفضاء قريباً وقال ان إيران التي وضعت في مثل هذا اليوم من العام الماضي القمر الصناعي «اميد» في المدار وأرسلت العام الحالي مكوكاً يحمل كائنات حية إلى الفضاء سترسل في المستقبل بإمكاناتها الذاتية رواداً إلى الفضاء.
كاوشكر 4: هو من الجيل الرابع في عائلة صواريخ كاوشكر الفضائية. وقد أعلنت جمهورية إيران سنة 2011م إطلاقها الناجح لصاروخ من صنعها قادر على نقل كائنات حية إلى الفضاء. وقالت وكالة الأنباء الإيرانية إن الكبسولة التي أُطلِقَ عليها (كبسولة الحياة)، وحملها صاروخ «كاوشكار 4» يدور في مدار يبعد 120 كيلومتراً عن الأرض. وصُمِمَت هذه الكبسولة بحيث تكون قادرة على حمل قرد. وإطلاق «كاوشكر 4» هو جزء من برنامج إيران الفضائي الطموح. وكانت إيران قد أعلنت العام الماضي إطلاقها أول قمر فضائي للإتصالات. كما أعلنت إطلاقها بنجاح صاروخاً كان على متنه فأر وسلحفاة وديدان وذلك لأغراض البحث. ان هذا الإطلاق أتاح (اختبار قدرات النظام، إضافةً إلى منصة الإطلاق والمحركات والأجهزة الإلكترونية وأجهزة قياس البعد ونظام الفصل بين الصاروخ وحمولته).
كاوشكر 5: هو أحد الأجيال التابعة لعائلة كاوشكر الفضائية. وجرى تصميمه وإنتاجه من قِبَل مركز أبحاث الجوفضاء التابع لمؤسسة الفضاء الإيرانية. في سنة 2011م، أعلن رئيس مؤسسة الفضاء الإيرانية حميد فاضلي ان المسبار الفضائي- 5 الذي صممه وأنتجه متخصصو المؤسسة في مركز أبحاث الجوفضاء بهذه المؤسسة أُعِدَ للإطلاق قريباً. وأضاف فاضلي ان هذا المسبار الفضائي سيحمل كبسولة يوضع فيها قرد تم تدريبه خلال العام الأخير لإطلاقه إلى الفضاء الخارجي. ووصف رئيس مؤسسة الفضاء الإيرانية إطلاق هذا المسبار بالإنجاز المهم في مجال الأبحاث في علوم الأحياء والتكنولوجيا الخاصة بإسناد الحياة وعمليات التحكم والإعادة التي تقوم بها موسسة الفضاء الإيرانية. واعتبر إنجاز هذا المشروع بأنه يُعَد خطوة تمهيدية لإنجاز المشروع الوطني الكبير في إرسال إنسان إلى الفضاء الخارجي. وقد استخدمت جمهورية إيران صاروخ كاوشكر 5 الفضائي لإرسال قرد إلى الفضاء سنة 2013م.

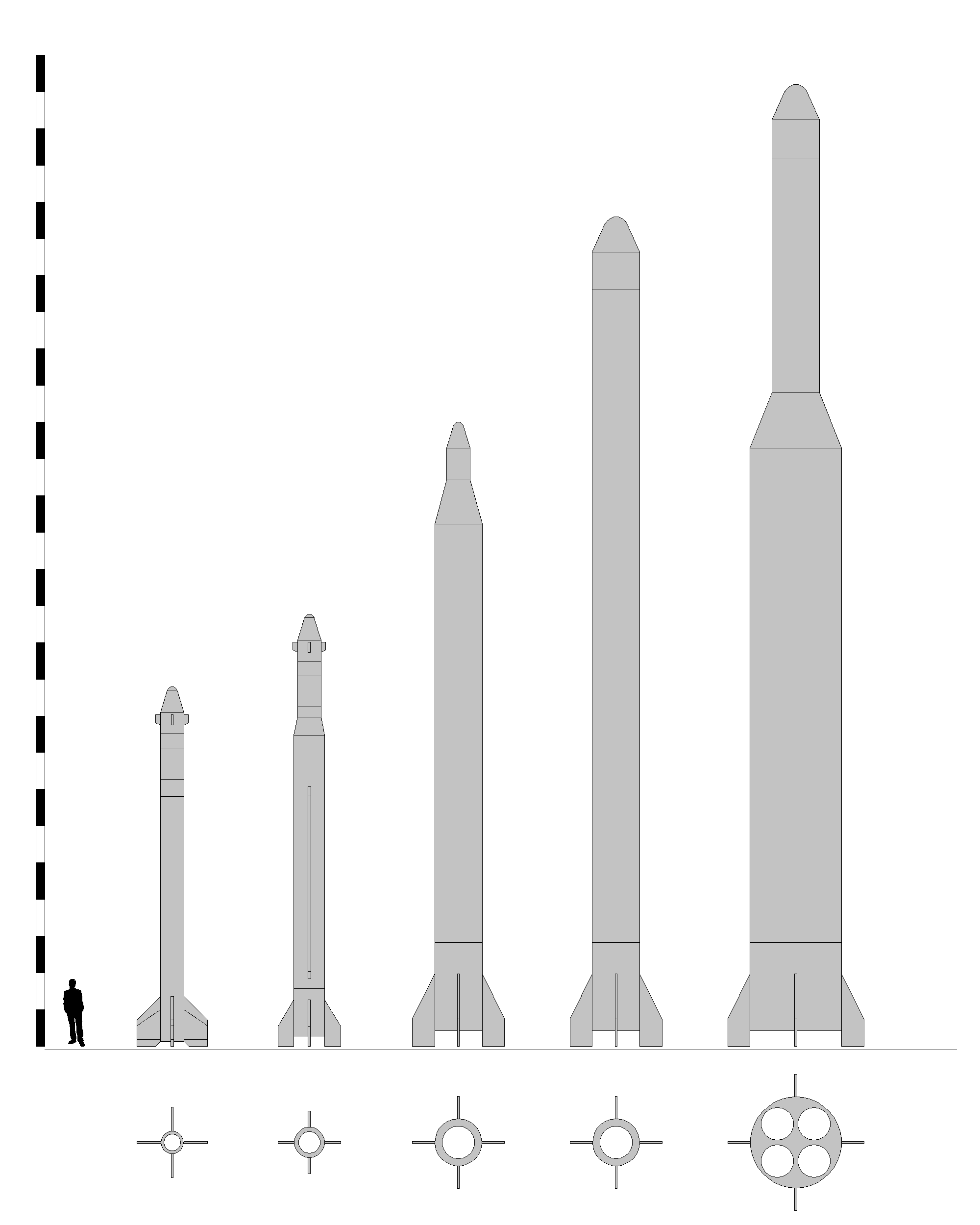
بعض الصواريخ الفضائية الإيرانية من اليسار إلى اليمين وهي كاوشكر C وكاوشكر D وكاوشكر 1 وحامل الأقمار الصناعية سفير وسيمرغ ومقارنتها بحجم الإنسان الطبيعي

## إرسال كبسولة بيشكام إلى الفضاء على متن الصاروخ كاوشكر 5
أرسلت جمهورية إيران في سنة 2013م كبسولة إلى الفضاء الخارجي. حيث تم إرسالة (كبسولة بيشكام) أو (الرائد)، والتي هي عبارة عن كبسولة فضائية إيرانية الصنع والتصميم، والتي صُمِمَت بهدف حمل وإرسال كائن حي إلى الفضاء الخارجي على إرتفاع 120 كيلومتر من قِبَل علماء منظمة الفضاء الإيرانية وبواسطة منظمة الصناعات الجو-فضائية التابعة لوزارة الدفاع الإيرانية. وقد تم تنفيذ إرسال كائن حي إلى الفضاء عن طريق الكبسولة بيشكام في 29 يناير/ 2013م، ومن ثم عودتها إلى الأرض بنجاح وذلك بعد إجتياز المراحل المخطط لها والوصول إلى السرعة والتعجيل والإرتفاع المطلوب. وتتكون هذه الكبسولة الفضائية من أربعة أقسام وهي مجموعة المحرك، ومنصة الإطلاق، والمحطات الأرضية للإتصال مع المسبار واستلام المعلومات والشحنة المؤلفة من المحفظة البيولوجية ومنظومة الخدمات (الإلكترونية والاتصالات والمعالجة) والفصل الهيكلي. وقد وصلت الكبسولة إلى خارج الغلاف الجوي ومن ثم إنفصل القرد عنها وعاد عن طريق المظلة إلى الأرض. وكان الهدف من تجربة إطلاق الكبسولة بيشكام هو إرسال كائن حي (قرد) على إرتفاع 120 كلم.وتنفيذ تقنية التصميم بخبرات محلية، وتصنيع وإطلاق المحفظة البيولوجية واستعادة الشحنة بشكل سليم وتسجيل المعلومات البيئية والبيولوجية والصور في جميع مراحل الإطلاق وتحديد الأحمال الصوتية، واستطاعت هذه الكبسولة الفضائية العودة إلى الأرض بنجاح. حيث ان نجاح هذه المهمة، أثبت بوضوح حيازة العلماء الإيرانيين قدرة وتقنية إرسال كائن حي إلى الفضاء، وقد تم تنفيذ مشروع إرسال الكائن الحي إلى الفضاء الخارجي من خلال منظومة الإدارة المتكاملة وجهود علماء منظمة الفضاء الإيرانية وبواسطة منظمة الصناعات الجوفضائية، وبعد اجتياز المراحل المخطط لها والوصول إلى السرعة والتعجيل والإرتفاع المطلوب عاد مجدداً إلى الأرض بنجاح مع الكائن الحي.

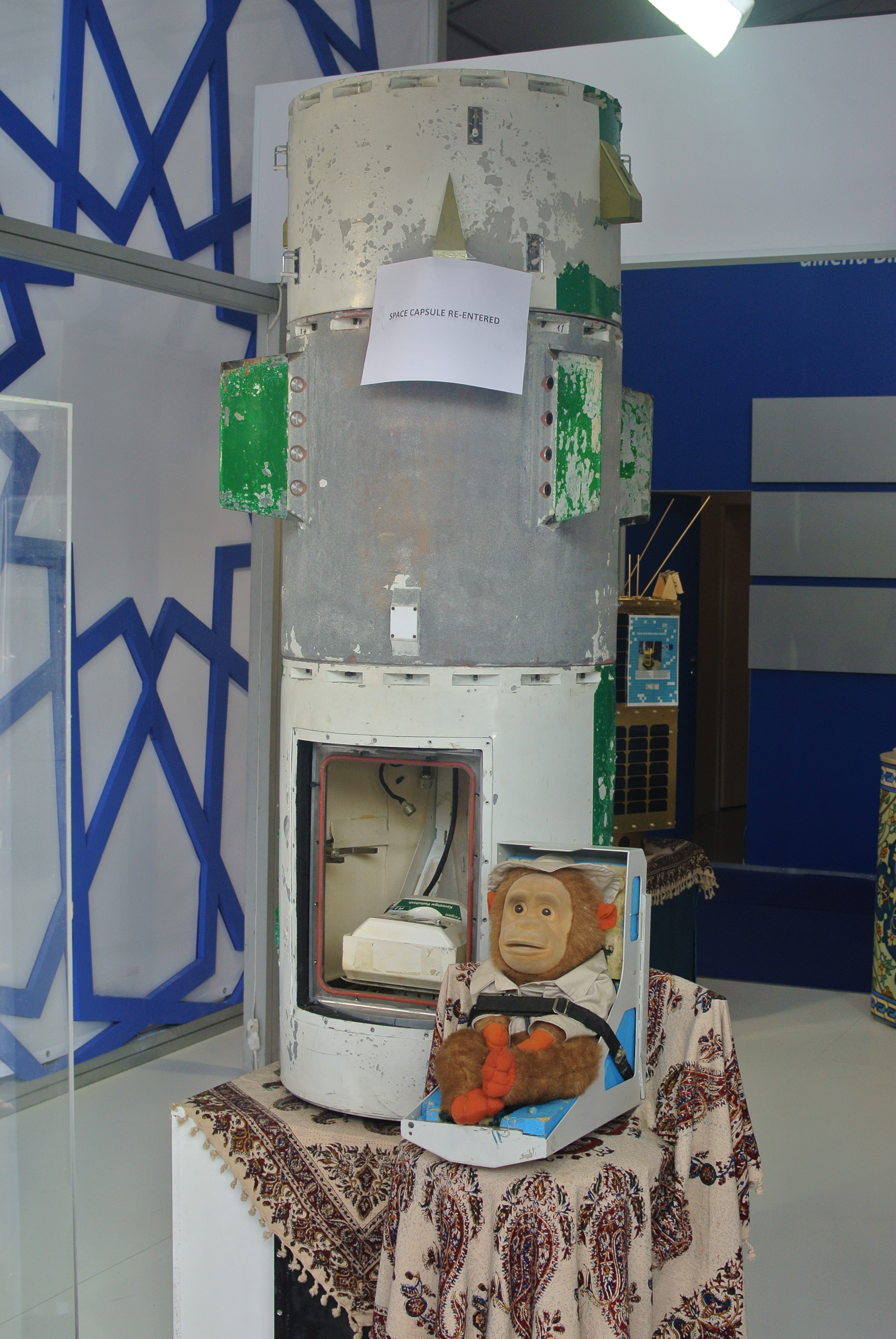
نموذج لكبسولة بيشكام بعد إرجاعها للأرض مع لعبة قرد لتمثل الكائن الحي الذي كان على متنها

## ردود أفعال
الولايات المتحدة
اعتبر البيت الأبيض أن إطلاق صاروخ كاوشكر 1 "أمر مؤسف" ويزيد عزلة طهران عن المجتمع الدولي. وذكر الناطق باسم البيت الأبيض جوردون جوندرو "من دواعي الأسف أن تواصل إيران اختبار الصواريخ الطويلة المدى. هذا النظام يواصل إتخاذ خطوات ليس من شأنها سوى أن تزيد عزلته هو والشعب الإيراني عن المجتمع الدولي. وأتت هذه التصريحات الأمريكية بعد نجاح جمهورية إيران في سنة 2008م بإطلاق صاروخ كاوشكر 1 إلى الفضاء الخارجي.
 روسيا
أكدت وكالة أنباء نوفوستي الروسية ان إيران أعلنت سابقاً أنها ستقوم بتجربة إطلاق صاروخ كاوشكر 4 الفضائي لحمل كبسولات إلى الفضاء الخارجي، وذلك قبل نهاية العام الإيراني أي في 21/ مارس/ 2011م طبقاً لما ورد بوكالة الأنباء الروسية نوفوستي.
 إيران
الرئيس الإيراني: قال الرئيس الإيراني السابق محمود أحمدي نجاد خلال مراسم تدشين صاروخ (كاوشكر 1) الفضائي الإيراني «إن شاء الله ستسخر هذه الخطوة الكبيرة لخدمة البشرية والشعب الإيراني» وتابع قائلاً إن «بلاده تحتاج إلى تواجد فاعل ومؤثر في الفضاء». وقال «لا يمكن لأي قوة أن تقف بوجه الأمة الإيرانية» وهاجم «نظام الهيمنة الذي يذل الشعوب والأمم عبر الإيحاء بأنها عاجزة».
وزير الدفاع الإيراني: أكد وزير الدفاع الإيراني السابق أحمد وحيدي يوم الإثنين (28 يناير/ كانون الثاني/ 2013م) ان إيران قامت بإطلاق ناجح لكبسولة تحتوي على كائن حي، ألا وهو قرد، إلى الفضاء الكوني على متن الصاروخ الحامل (كاوشكر 5).
رئيس منظمة الفضاء الإيرانية: أعلن رئيس منظمة الفضاء ‌الإيرانية حميد فاضلي ان إيران ستطلق قريباً صاروخ (كاوشكر 4) إلى الفضاء في خطوة لاختبار الأنظمة التحتية وسلامة أدائه، قبل قيامها العام المقبل بإرسال كائنات حية إلى الفضاء. وقال فاضلي «إذا كانت نتائج إطلاق (كاوشكر 4) قبل إنتهاء السنة الإيرانية الحالية، (في 21/ آذار/ مارس/ 2011م) إيجابية فإننا سنقوم خلال العام المقبل بإطلاق صاروخ مماثل إلى الفضاء يحمل كائنات حية». وأكد ان منظمة الفضاء الإيرانية تقوم في المرحلة الراهنة بجهود جبارة لإزالة العقبات التي تعترض سبيل إطلاق صواريخ «كاوشكر» الخاصة بإرسال الكائنات الحية إلى الفضاء.
هيئة الصناعات الجوية والفضائية الإيرانية: ذكرت هيئة الصناعات الجوية والفضائية الإيرانية التابعة لوزارة الدفاع في بيان لها سنة 2013م، ان إيران أطلقت بنجاح كبسولة «بيشكام» (الرائد)، وعلى متنها قرد، إلى الفضاء ليصل الجهاز إلى إرتفاع 120 كيلومتراً ويعود بسلام إلى الأرض. وأشارت إلى ان القرد الذي كان على متن هذه الكبسولة عاد حياً. واستخدمت إيران لإطلاق الكبسولة صاروخ (كاوشكر - 5) المحلي الصنع.
وكالة مهر للأنباء: ذكرت وكالة مهر للأنباء الإيرانية شبه الرسمية أن مركز إطلاق الصواريخ الفضائية في البلاد الذي تم تدشينه بإطلاق صاروخ أبحاث (كاوشكر 1) جرى بناؤه وإعداده ليتسنى إطلاق الأقمار الصناعية الإيرانية من داخل الأراضي الإيرانية. وأضافت ان «التدشين جرى بحضور الرئيس محمود أحمدي نجاد». وذكرت أن «إيران كشفت عن أول منظومة فضائية محلية الصنع للأغراض البحثية والعلمية». وقالت إن المنظومة تتكون من قمر صناعي أُطلِقَ عليه اسم (أميد) أي (الأمل) ومحطات تحت الأرض بالإضافة إلى محطات إطلاق فضائية.

## معرض الصور

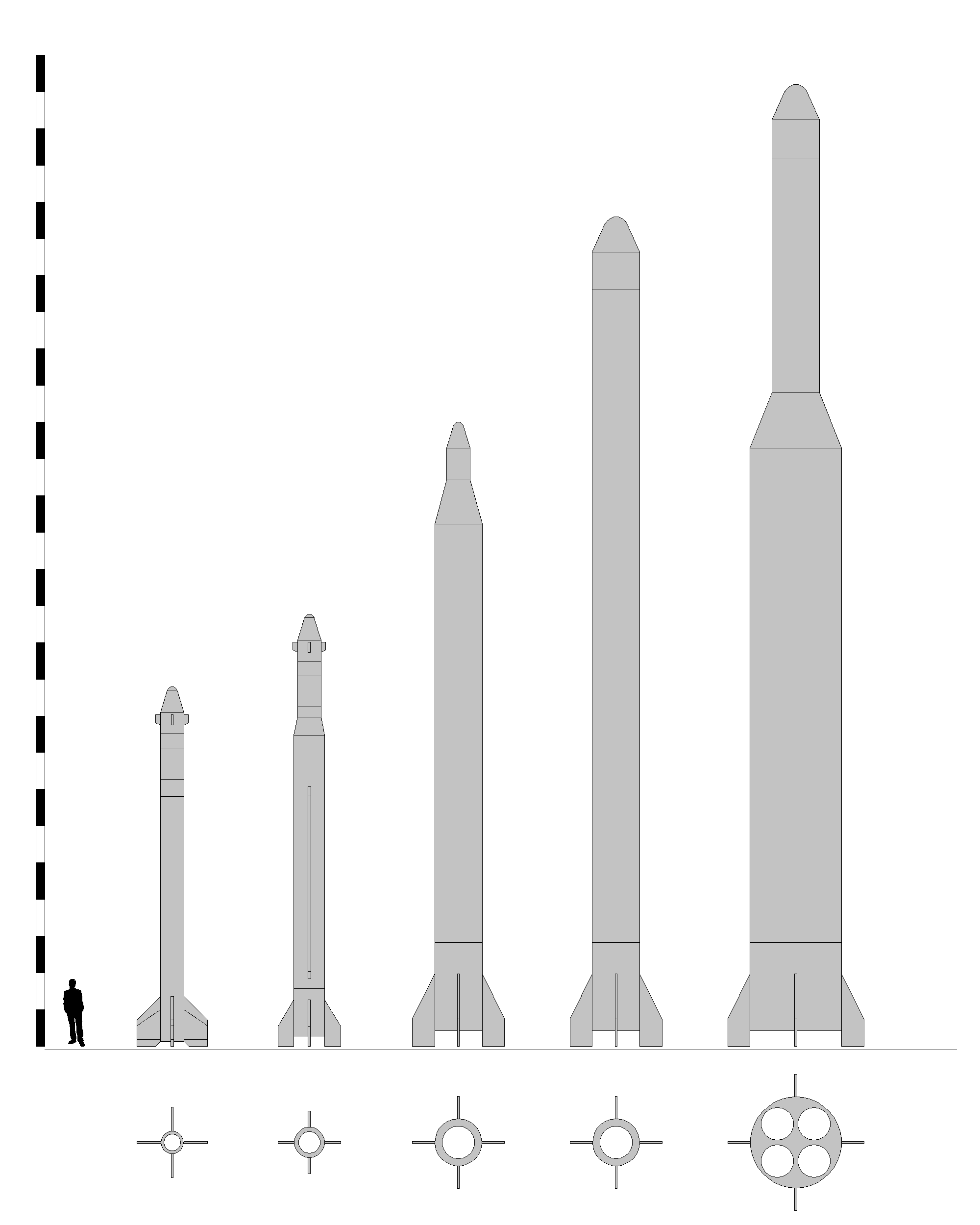
بعض الصواريخ الفضائية الإيرانية من اليسار إلى اليمين وهي كاوشكر C وكاوشكر D وكاوشكر 1 وحامل الأقمار الصناعية سفير وسيمرغ ومقارنتها بحجم الإنسان الطبيعي

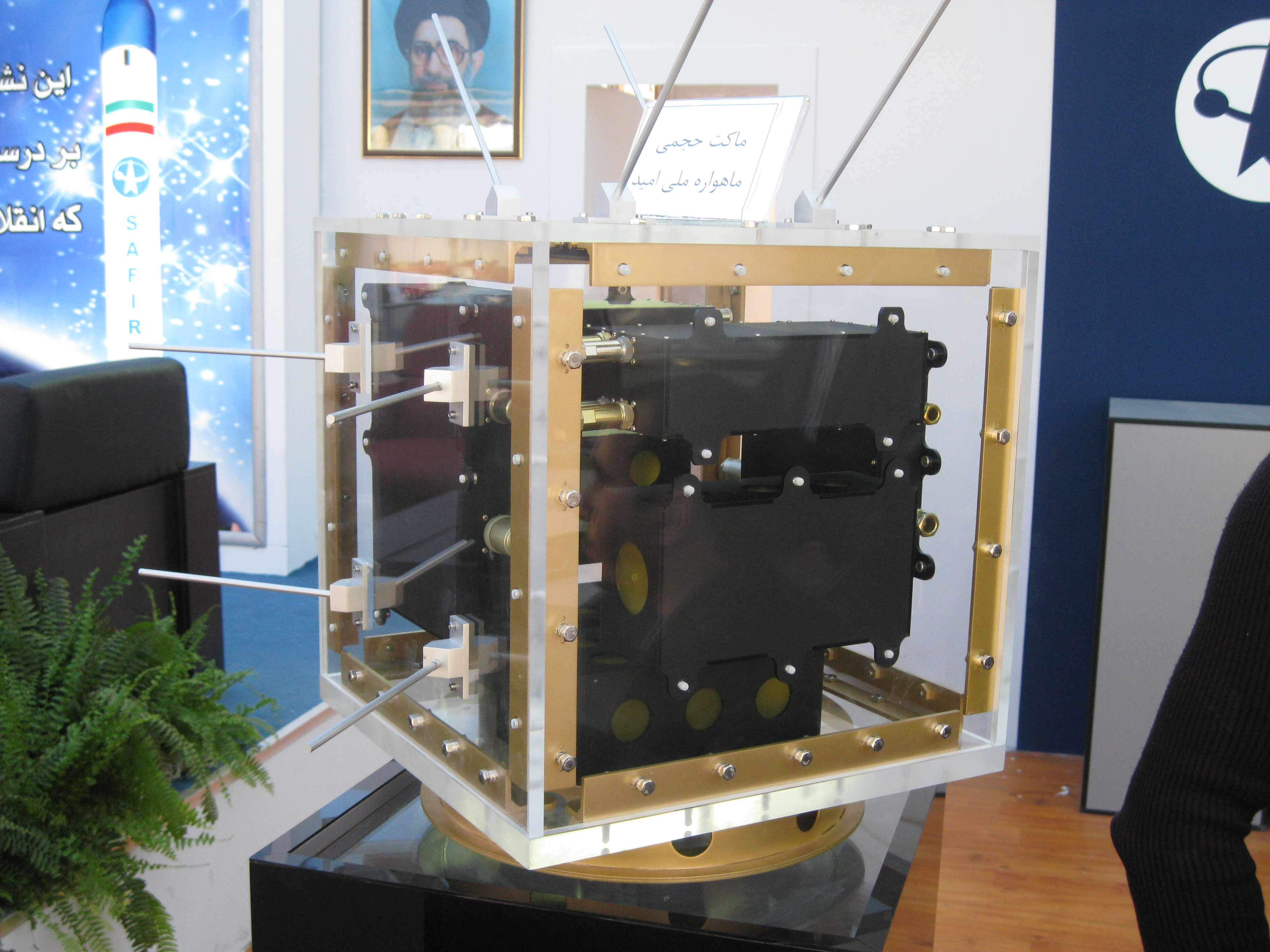
القمر الصناعي أميد والذي أُرسِلَ على متن الصاروخ الفضائي الإيراني سفير 2

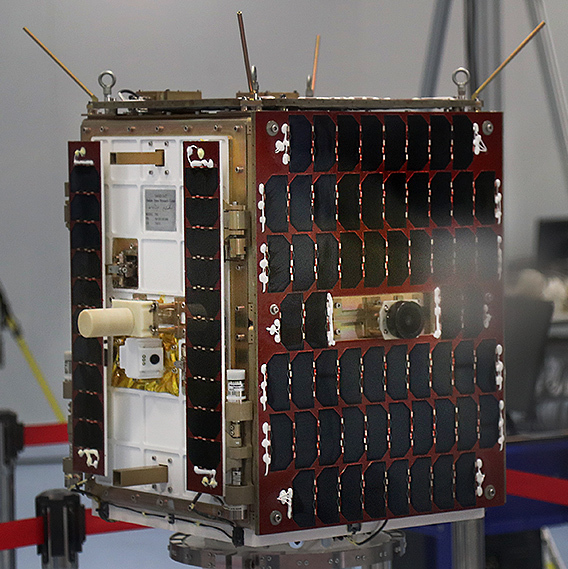
القمر الصناعي الوطني الإيراني ناهيد-1 المخصص للإتصالات

## انظر ايضاً
- أميد (قمر صناعي)
- عماد (صاروخ باليستي)
- نازعات (عائلة صواريخ)
- صاروخ توسن المضاد للدروع
- سومار (صاروخ جوال)
- قيام 1 (صاروخ باليستي)
- سفير (عائلة صواريخ)
- قدر (عائلة صواريخ)
- نويد (قمر صناعي)
- كبسولة بيشكام
- وكالة الفضاء الإيرانية